# إريك سجوكفيست
إريك سجوكفيست (16 أكتوبر 1900 – 11 أغسطس 1978) هو مبارز بالسيف دنماركي راحل، مثّل بلاده في الألعاب الأولمبية الصيفية 1924.

## روابط خارجية
إريك سجوكفيست على موقع أوليمبيديا (الإنجليزية)